# Samsung Galaxy Note 10.1 2014 Edition
Samsung Galaxy Note 10.1 2014 Edition — планшетный компьютер с диагональю экрана 10,1 дюйма, работающий под управлением операционной системы Android. Он производится и распространяется компанией Samsung Electronics. Этот планшет принадлежит к новому поколению устройств серии Samsung Galaxy Note, в которое также входят 8-дюймовая модель Samsung Galaxy Note 8.0 и 12-дюймовая версия Samsung Galaxy Note Pro 12.2. Анонс этого устройства состоялся 4 сентября 2013 года, и его запуск на мировом рынке произошел в октябре того же года. Galaxy Note 10.1 2014 Edition является преемником своего предшественника — оригинального Samsung Galaxy Note 10.1. Изначально для различных вариантов устройства, включая 3G, Wi-Fi и LTE, были выбраны номера моделей GT-N8100, GT-N8110 и GT-N8120, однако в конечном итоге они были изменены на SM-P601/P602, SM-P600 и SM-P605.

## История
Galaxy Note 10.1 2014 Edition был представлен 4 сентября 2013 года. Он был продемонстрирован одновременно с Galaxy Note 3 и Galaxy Gear на выставке IFA 2013, проходившей в Берлине, а также на площади Таймс-сквер в Нью-Йорке. 26 сентября 2013 года Samsung объявила о том, что планшет будет доступен для покупки в октябре, с начальной ценой от 549 долларов, а поставки в США стартуют 10 октября. В России продажи планшета начались в ноябре 2013 года. Версия на 3G/32ГБ стоила порядка 29 990 рублей, младшая 3G/16GB — 26 тысяч рублей.

## Функции
На момент выхода Galaxy Note 10.1 2014 Edition работал на Android 4.3 Jelly Bean. Samsung модифицировала интерфейс, используя свое программное обеспечение TouchWiz UX. Планшет предлагает доступ к множеству приложений Google, таких как Google Play, Gmail и YouTube, а также к собственным приложениям Samsung, включая ChatON (поддержка которого была прекращена в марте 2015 года), S Suggest, S Voice, Peel Smart Remote и AllShare Play. В новом издании были добавлены дополнительные функции и приложения, ориентированные на использование стилуса, включая меню Air Command, которое предоставляет пользователям ярлыки для различных функций, связанных с пером. К числу этих функций относятся Action Memos (экранные заметки, использующие распознавание рукописного ввода для определения содержимого и выполнения соответствующих действий, таких как поиск адресов на Картах Google или набор телефонных номеров), Screen Write (инструмент для аннотирования), Pen Window, позволяющий рисовать всплывающие окна для запуска определенных приложений, а также S Finder, Scrapbook и My Magazine (агрегатор новостей на базе Flipboard, доступный при смахивании снизу вверх экрана). Также была представлена обновленная версия приложения S Note.
Хотя оригинальный Galaxy Note 10.1 не поставлялся с последней версией Android, модель 2014 года изначально имела актуальную версию на момент своего выхода. Обновление до Android 4.4.2 KitKat для модели SM-P605 началось в июне в Северной Европе, в то время как обновление для версии с Wi-Fi (SM-P600) стартовало в апреле, начиная с Колумбии. В конце сентября 2015 года устройства 2014 Edition начали получать обновление до Android 5.0.2 Lollipop.
Galaxy Note 10.1 2014 Edition доступен в нескольких вариантах: только Wi-Fi, 3G & Wi-Fi и 4G/LTE & Wi-Fi. Объем встроенной памяти составляет от 16 ГБ до 64 ГБ в зависимости от конкретной модели, с наличием слота для карт microSDXC для дальнейшего расширения. Устройство оснащено 10,1-дюймовым WQXGA TFT экраном с разрешением 2560x1600 пикселей, а также 2-мегапиксельной фронтальной и 8-мегапиксельной основной камерой, способной записывать HD-видео.
Версия SM-P607T является моделью с поддержкой 4G/LTE и Wi-Fi, выпущенной эксклюзивно для оператора T-Mobile USA.

## Отзывы
Samsung Galaxy Note 10.1 2014 Edition получил смешанные отзывы. Некоторые пользователи отметили, что планшет отличается качественным дисплеем, немарким корпусом и универсальным разъёмом для синхронизации и зарядки. Однако другим не понравилось фиксированное расположение управляющих элементов, которыми удобно пользоваться только в одной ориентации — в горизонтальной.
Позиционирование модели было двояким. С одной стороны, это основной планшет компании с диагональю 10 дюймов, то есть рабочая лошадка с максимальными характеристиками и достаточно длительным жизненным циклом. С другой — продолжение линейки Note, которое даёт новые возможности для художников, студентов и творческих людей.